# Temptation Island (undicesima edizione)
La undicesima edizione del reality show Temptation Island è andata in onda ogni lunedì in prima serata su Canale 5 dal 26 giugno al 31 luglio 2023 per sei puntate con la conduzione di Filippo Bisciglia.
Si è trattata della prima edizione andata in onda dopo la cancellazione del programma a seguito della decima edizione, andata in onda nel 2021. Una delle principali novità di questa edizione è stata il numero delle coppie partecipanti, che sale a sette come già successo per la nona edizione, mentre il numero di tentatori e tentatrici che è salito a 14, per un totale di 28.
Il motto di questa edizione è stato Perché chi parte per un viaggio, non torna mai come prima.
Per la prima volta nella storia del programma, nessuna delle coppie ha raggiunto i 21 giorni prestabiliti per il falò di confronto finale.
Oltre alla messa in onda su Canale 5, il programma è stato replicato anche sui canali La5 e Mediaset Extra.

## Le coppie
Le coppie che partecipano all'edizione sono le seguenti:
     La coppia ha deciso di uscire insieme / La coppia è ancora insieme.
     La coppia ha deciso di uscire separati / La coppia si separa dopo il programma.
     La coppia è stata espulsa.
     Il fidanzato / la fidanzata richiede il falò di confronto immediato e anticipato
     La coppia partecipa al falò di confronto finale al termine dei 21 giorni.
     La coppia non partecipa al falò di confronto straordinario.
     La coppia è in pausa.
| Coppia | Coppia                 | Relazione                    | Decisione            | Decisione           | Decisione         | Decisione              | Note    |
| n°     | Partecipanti           | Relazione                    | Falò di confronto    | Falò di confronto   | Falò di confronto | Dopo Temptation Island |         |
| n°     | Partecipanti           | Relazione                    | Anticipato           | Straordinario       | Finale            | Dopo Temptation Island |         |
| ------ | ---------------------- | ---------------------------- | -------------------- | ------------------- | ----------------- | ---------------------- | ------- |
| 1      | Federico Viviani       | fidanzati da 3 anni          | Separati (Puntata 6) | Non partecipanti    | Non partecipanti  | Separati               |         |
| 1      | Alessia "Ale" Ligotti  | fidanzati da 3 anni          | Separati (Puntata 6) | Non partecipanti    | Non partecipanti  | Separati               |         |
| 2      | Daniele De Bosis       | fidanzati da 4 anni          | Separati (Puntata 6) | Non partecipanti    | Non partecipanti  | Separati               |         |
| 2      | Vittoria Egidi         | fidanzati da 4 anni          | Separati (Puntata 6) | Non partecipanti    | Non partecipanti  | Separati               |         |
| 3      | Mirko Brunetti         | fidanzati da 5 anni          | Separati (Puntata 5) | Non partecipanti    | Non partecipanti  | Separati               | [ N 1 ] |
| 3      | Perla Vatiero          | fidanzati da 5 anni          | Separati (Puntata 5) | Non partecipanti    | Non partecipanti  | Separati               | [ N 1 ] |
| 4      | Manuel Maura           | fidanzati da 2 anni e 4 mesi | Separati (Puntata 5) | Non partecipanti    | Non partecipanti  | Separati               | [ N 2 ] |
| 4      | Francesca Sorrentino   | fidanzati da 2 anni e 4 mesi | Separati (Puntata 5) | Non partecipanti    | Non partecipanti  | Separati               | [ N 2 ] |
| 5      | Giuseppe Ferrara       | fidanzati da 7 anni          | Separati (Puntata 3) | Insieme (Puntata 4) | Non partecipanti  | Insieme                | [ N 3 ] |
| 5      | Gabriela Chieffo       | fidanzati da 7 anni          | Separati (Puntata 3) | Insieme (Puntata 4) | Non partecipanti  | Insieme                | [ N 3 ] |
| 6      | Davide Rosati          | fidanzati da 11 anni         | Insieme (Puntata 3)  | Non partecipanti    | Non partecipanti  | Separati               | [ N 4 ] |
| 6      | Alessia Bottiglia      | fidanzati da 11 anni         | Insieme (Puntata 3)  | Non partecipanti    | Non partecipanti  | Separati               | [ N 4 ] |
| 7      | Manuel "Manu" Marascio | fidanzati da 3 anni e mezzo  | Insieme (Puntata 2)  | Non partecipanti    | Non partecipanti  | Separati               | [ N 5 ] |
| 7      | Isabella Recalcati     | fidanzati da 3 anni e mezzo  | Insieme (Puntata 2)  | Non partecipanti    | Non partecipanti  | Separati               | [ N 5 ] |

## Tentatrici
L'età delle tentatrici si riferisce al momento dell'arrivo sull'isola delle tentazioni. Le tentatrici che hanno partecipato a questa edizione sono 14:
| Tentatrici         | Età     | Professione                   | Nazionalità |
| ------------------ | ------- | ----------------------------- | ----------- |
| Valentina Busiello | 32 anni | Make-up artist                | Italia      |
| Benedetta Pascali  | 26 anni | Imprenditrice                 | Italia      |
| Laura Pagano       | 28 anni | Imprenditrice                 | Italia      |
| Greta Rossetti     | 24 anni | Contabile                     | Italia      |
| Rebecca Forzoni    | 21 anni | Commessa                      | Italia      |
| Matilde Franzoni   | 20 anni | Studentessa                   | Italia      |
| Valentina Gullo    | 25 anni | Insegnante di scienze motorie | Italia      |
| Roberta De Grazia  | 24 anni | Ballerina                     | Italia      |
| Marika Quatraro    | 25 anni | Hostess                       | Italia      |
| Cristina Fiorello  | 25 anni | Studentessa                   | Italia      |
| Nancy Amirante     | 27 anni | Insegnante di pole dance      | Italia      |
| Ilaria Tentoni     | 28 anni | Studentessa                   | Italia      |
| Carmen Manfregola  | 27 anni | Onicotecnica                  | Italia      |

## Tentatori
L'età dei tentatori si riferisce al momento dell'arrivo sull'isola delle tentazioni. I tentatori che hanno partecipato a questa edizione sono 14:
| Tentatori                 | Età     | Professione                                          | Nazionalità |
| ------------------------- | ------- | ---------------------------------------------------- | ----------- |
| Marco Boscolo Nale        | 38 anni | Imprenditore                                         | Italia      |
| Tommaso Lella             | 34 anni | Imprenditore, ex giornalista sportivo, ex calciatore | Italia      |
| Daniele Schiavon          | 28 anni | Responsabile di una ditta di sicurezza               | Italia      |
| Alberto Succi             | 28 anni | Imprenditore                                         | Italia      |
| Emanuele Antonio Panico   | 32 anni | Modello                                              | Italia      |
| Luca Chirico              | 24 anni | Ristoratore                                          | Italia      |
| Davide Blanda             | 30 anni | Tecnologo di confezionamento                         | Italia      |
| Fouad Elshafi             | 32 anni | Ristoratore                                          | Italia      |
| Lorenzo                   | 38 anni | Imprenditore                                         | Italia      |
| Andrea Della Cioppa       | 30 anni | Chinesiologo, personal trainer                       | Italia      |
| Edoardo Corianò           | 27 anni | Commesso, responsabile alla sicurezza                | Italia      |
| Lorenzo "Lollo" Di Curzio | 27 anni | Tassista                                             | Italia      |
| Igor Zeetti               | 27 anni | Calciatore                                           | Italia      |
| Emanuele "Ema" D'Amico    | 26 anni | Personal trainer                                     | Italia      |

## Ascolti
| Puntata | Messa in onda  | Telespettatori | Share  | Fonte |
| ------- | -------------- | -------------- | ------ | ----- |
| 1       | 26 giugno 2023 | 3 558 000      | 26,14% | [ 4 ] |
| 2       | 3 luglio 2023  | 3 476 000      | 26,31% | [ 5 ] |
| 3       | 10 luglio 2023 | 3 699 000      | 26,22% | [ 6 ] |
| 4       | 17 luglio 2023 | 3 344 000      | 25,91% | [ 7 ] |
| 5       | 24 luglio 2023 | 3 299 000      | 26,01% | [ 8 ] |
| 6       | 31 luglio 2023 | 3 559 000      | 28,09% | [ 9 ] |
| Media   | Media          | 3 489 000      | 26,45% |       |